# Pterostoma palpina
Pterostoma palpina är en fjärilsart som beskrevs av Carl von Linné 1761. Pterostoma palpina ingår i släktet Pterostoma och familjen tandspinnare. Inga underarter finns listade.

## Bildgalleri

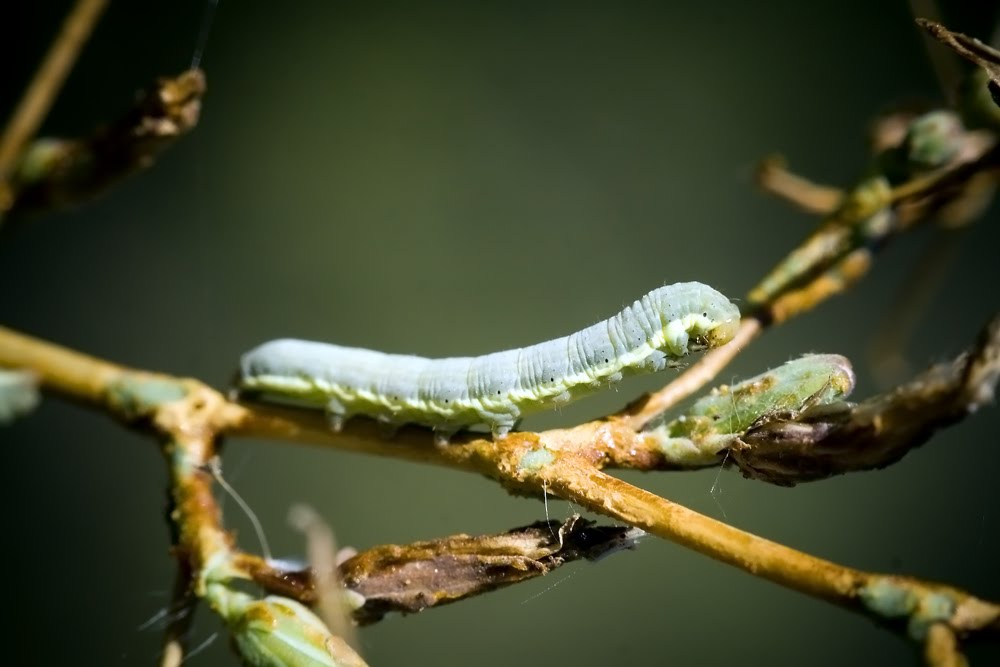
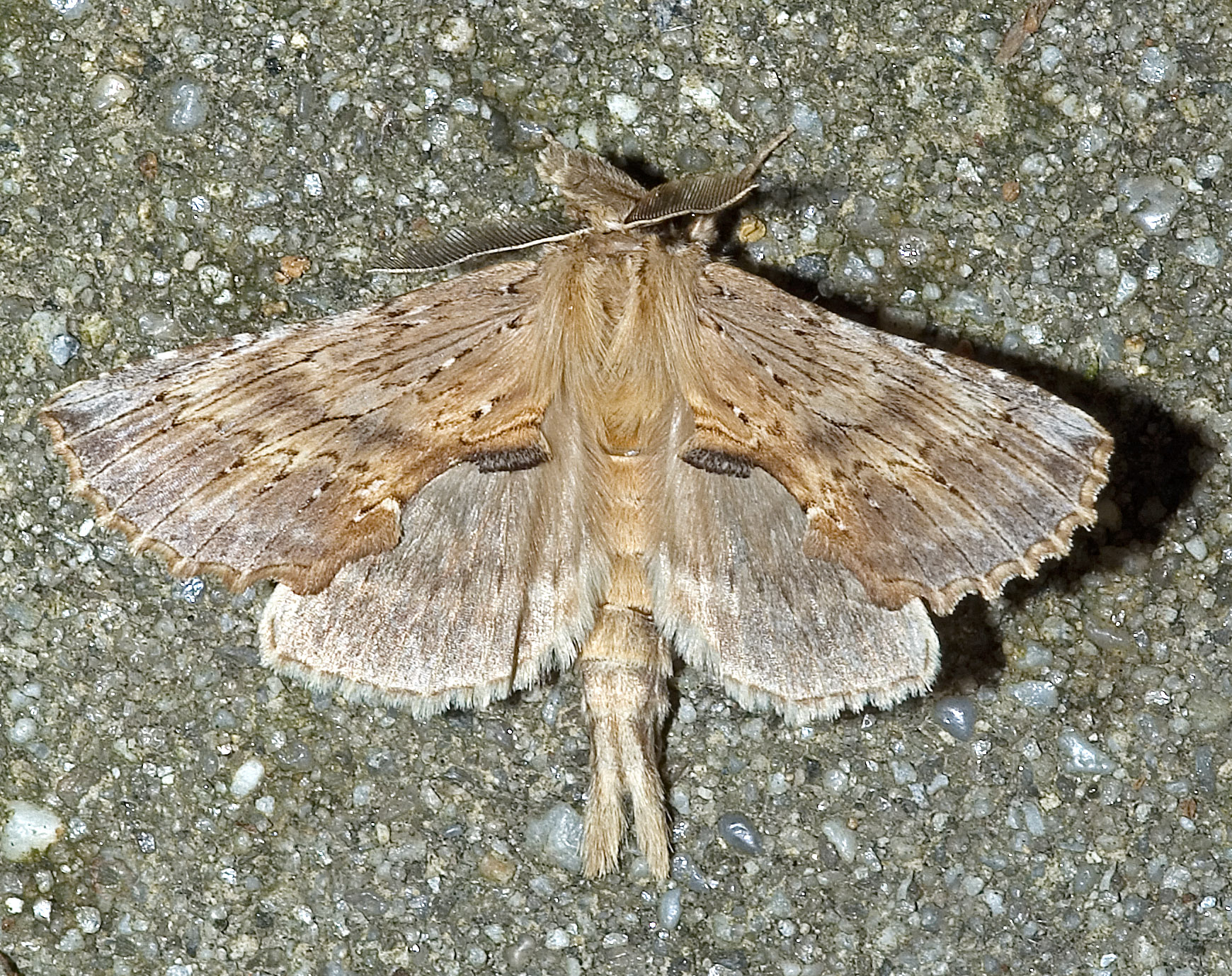
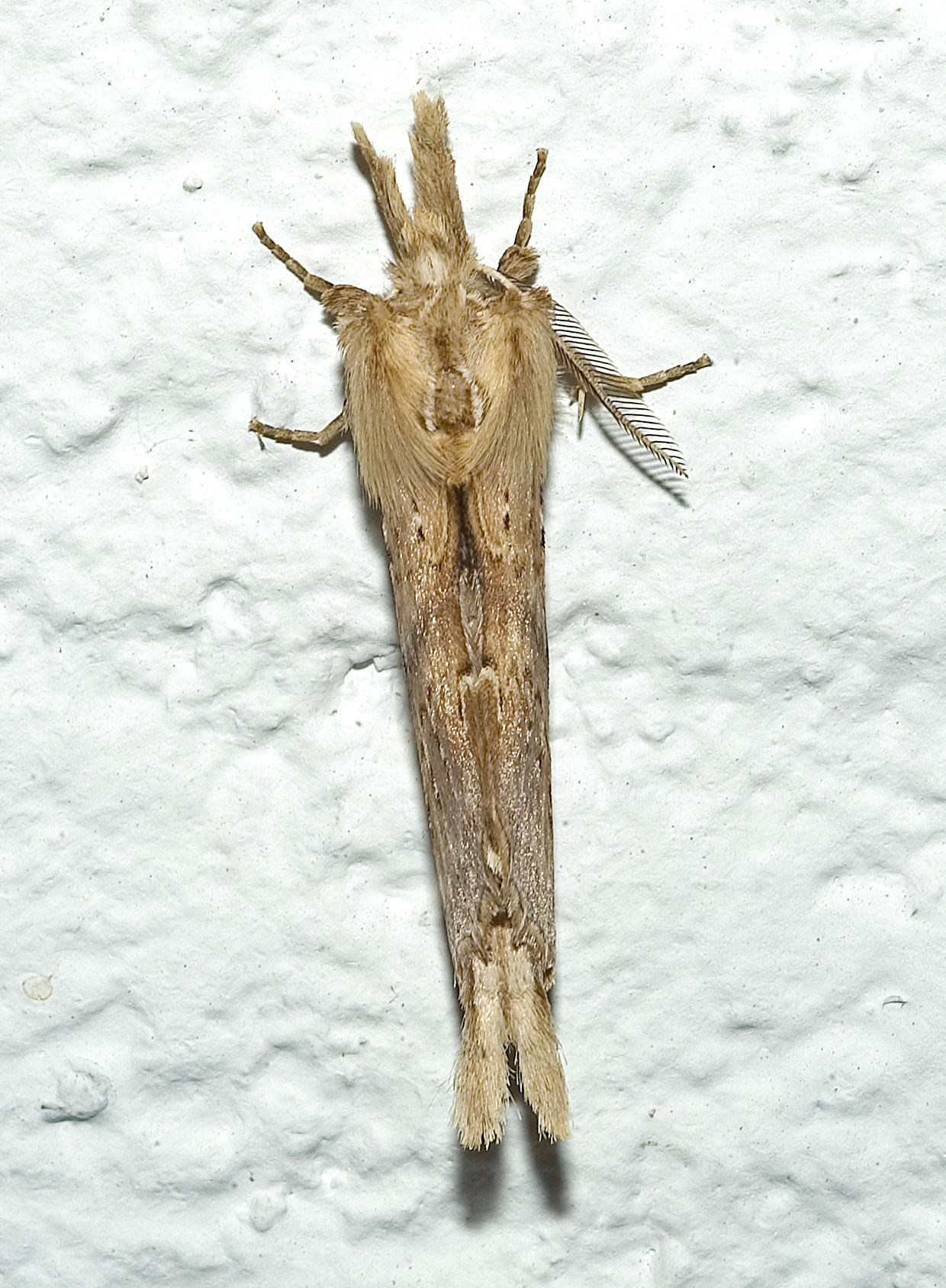
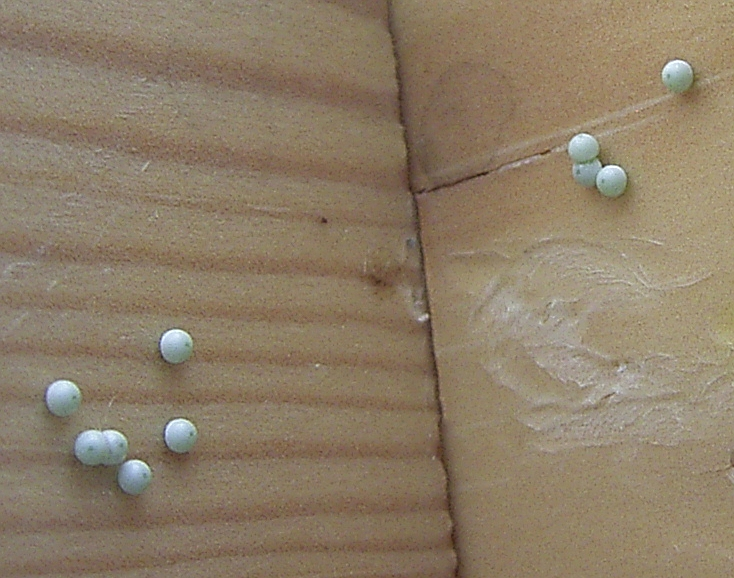